# 한국염색기술연구소
한국염색기술연구소[韓國染色技術硏究所, DYETEC]는 섬유제품의 부가가치가 결정되는 염색·가공분야에서 첨단신기술 개발을 통해 섬유업계의 기술경쟁력 확보에 대한 지원체계를 구축하기 위해 설립된 연구기관이다. 대구광역시 서구 달서천로 92(평리6동 404-7)에 위치하고 있다.

## 연혁
- 1994년 12월 20일 염색기술연구소 설립인가(상공자원부)
- 1997년 1월 27일 연구소 본동건물 준공
- 1999년 7월 15일 연구소 Pilot공장 및 연구소 교류동 준공
- 2001년 8월 13일 염색디자인실용화센터 및 니트시제품센터 준공
- 2004년 7월 6일 종합민원실 및 DYETEC Vision House 준공
- 2009년 8월 5일 법인 대표자 변경(이사장 → 소장)

## 조직

### 이사장

#### 연구소장

##### 전략기획실
- 경영지원팀

##### 경영지원실
- 경영지원팀

##### 연구개발본부
- 첨단소재연구팀
- 융합제품가공연구팀
- DTP연구팀
- 친환경연구팀

##### 소재개발본부
- 복합소재연구팀
- 인프라지원팀

##### 기업지원본부
- 기업지원팀
- 섬유소재분석팀

## 부설 기관
- 신상품개발센터
- 기업애로클리닉센터
- 국제협력사업센터

## 사건·사고 및 논란

### 밀라노프로젝트 비리 의혹
2008년 7월 11일 대구참여연대 등에 따르면 1) 연구원의 연구개발사업 참여율 초과를 통한 인건비 부당청구, 2) 지원인력의 연구개발사업 참여를 통한 정부 예산의 전용과 유용, 3) 연구원 허위기재를 통한 인건비 부당 지급, 4) 법인카드의 부적절한 사용 등의 문제점을 지적하며 지식경제부의 감사를 요청하였고 지식경제부는 2010년 10월 25일 ~ 29일간 감사를 실시한 뒤 ① 지역산업기반구축사업 수행 부적정 ② 직제운영 부적정 ③ 제수당 지급 근거 미비 ④ 재정보증보험 미가입 ⑤ Leading Company 운영사업 부적정 ⑥ 기술료사용․징수 및 인센티브 운영 미흡 ⑦ 연구과제 평가 및 사후관리 미흡 등을 지적하였다.

## 같이 보기
- 한국섬유개발연구원
- 한국패션산업연구원
- 한국섬유산업연합회